# Écuras
Écuras település Franciaországban, Charente megyében. Lakosainak száma 542 fő (2022. január 1.). Écuras Eymouthiers, Montbron, Roussines, Rouzède, Busserolles és Bussière-Badil községekkel határos.

## Népesség
A település népessége az elmúlt években az alábbi módon változott:
| Lakosok száma | 776  | 634  | 628  | 650  | 598  | 589  | 582  | 569  | 558  | 542  |
|               | 1968 | 1982 | 1990 | 2006 | 2013 | 2015 | 2017 | 2019 | 2020 | 2022 |